# Łowcy wilków
Łowcy wilków (ang. Wolf hunters) – powieść przygodowa Jamesa Olivera Curwooda, wydana w 1908 roku. Jej kontynuacją są Łowcy złota. 
Akcja powieści, podobnie jak w przypadku wielu innych utworów Curwooda, toczy się na północy amerykańskiego kontynentu. Głównymi bohaterami są Rod i jego przyjaciele pół-Indianin Wabi oraz stary Indianin Mukkoki, doskonały myśliwy oraz znawca kanadyjskich lasów. Przyjaciele postanawiają spędzić zimę na polowaniu na wilki, za co kanadyjski rząd wypłacał 15 dolarów od skóry. Rod podczas rozmowy z Wabim poznaje burzliwą historię jego rodziny. Krwawa rywalizacja ojca Wabiego o rękę pięknej księżniczki z wodzem innego plemienia została przeniesiona na kolejne pokolenie. Przyjaciele muszą więc uważać nie tylko na dzikie zwierzęta, ale i na wrogie plemiona indiańskie, które na nich czyhają.